# Virginia International Raceway
Virginia International Raceway (comunemente noto come "VIR") è un circuito situato ad Alton, in Virginia, vicino a Danville. È a meno di mezzo miglio dal confine tra la Carolina del Nord e la Virginia, appena fuori Milton, sulle rive del fiume Dan. Il VIR ospita eventi automobilistici e motociclistici amatoriali e professionisti, scuole guida, club day e noleggi veicoli per privati.
Sul circuito son stati disputati il campionato MotoAmerica, Trans-Am Series, WeatherTech SportsCar Championship e NASCAR K&N Pro Series East.

## Mappe del circuito

Grand East Course (6.759 km) 25 curve
Grand West Course (6.598 km) 28 curve
North Course (3.621 km) 17 curve
South Course (2.655 km) 12 curve
Patriot Course (1.770 km) 12 curve